# Ricatto (film 1929)
Ricatto (Blackmail) è un film thriller del 1929 diretto da Alfred Hitchcock.
È il primo film sonoro inglese. Inizialmente venne girato come un film muto, in cui solo l'ultima bobina doveva essere sonorizzata, ma il regista si oppose, e si decise quindi di rigirare alcune scene registrando anche il suono e i dialoghi.

## Trama
Primo piano di una ruota che gira.
Una camionetta della polizia percorre le strade di Londra: i poliziotti stanno per effettuare un arresto. Irrompono in una stanza d'albergo, sul letto è disteso un uomo, gli tolgono una pistola, gli mettono le manette, lo portano al commissariato. Lo interrogano, gli prendono le impronte digitali, gli fanno le foto segnaletiche, lo rinchiudono in una cella. È una giornata di lavoro come tante. Alla fine si ritrovano a lavarsi le mani al lavandino prima di smontare.
Uno dei poliziotti, Frank Webber, ha un appuntamento con la sua fidanzata, Alice White. Arriva con un ritardo di mezz'ora e lei è contrariata.
Si recano al ristorante ma la ragazza fa di tutto per irritare il fidanzato. Alice, non vista da Frank che nel frattempo è andato a recuperare un suo guanto ad un altro tavolo, estrae dalla borsetta un bigliettino sul quale si legge una richiesta di appuntamento per un'ora ormai già passata. Intristita cede alle pressioni del fidanzato che la vuole portare al cinema. Entra un ragazzo nella sala e Alice si illumina. Si tratta dell'autore del biglietto. Cambia idea sul film e discute ancora con Frank. Litigano e lui, seccato, esce dal locale. Si ferma però davanti all'ingresso per aspettare Alice, ma la vede uscire dal ristorante in compagnia del giovanotto. È un pittore e lei accetta di seguirlo nel suo studio.
Mentre i due si introducono nella casa uno sconosciuto li osserva dalla strada. Il pittore, prima di salire le scale, esamina la posta, è preoccupato per un biglietto ricevuto, interroga la portinaia su chi l'abbia recapitato. Saliti all'ultimo piano, dove si trova la stanza del pittore, Alice ammira i quadri, in particolare la colpisce il ritratto di un pagliaccio dal ghigno maligno. Trova un costume da ballerina e decide di indossarlo per farsi ritrarre. Quando l'uomo passa ad "avances" audaci, lei gli resiste e per difendersi brancica alla cieca con la mano sul comodino cercando qualcosa per colpirlo.
Afferra un coltello per tagliare il pane e lo colpisce. Il pittore muore. Terrorizzata Alice cerca di cancellare i segni della propria presenza nello studio del giovane assassinato: cancella la propria firma ad un disegno di nudo che aveva tracciato su un foglio guidata dalla mano di lui. Fugge e si aggira disorientata per le strade buie fino a mattina. Quando finalmente rientra nella sua casa, si rifugia nella camera da letto appena in tempo per non essere vista dalla madre venuta a svegliarla per la colazione.
La donna delle pulizie scopre il delitto e informa le forze dell'ordine. Tra gli agenti c'è anche Frank che riconosce nell'uomo assassinato l'accompagnatore di Alice. Durante la perquisizione dello studio trova un guanto della ragazza e indovina quanto è accaduto.
Nel negozio del padre di Alice tutti parlano del misterioso delitto. Arriva anche Frank che si apparta con Alice e chiede spiegazioni. Mentre discutono, sono raggiunti dallo sconosciuto che aveva spiato Alice e il pittore entrare nella casa di lui. Si tratta di un ricattatore di nome Tracy, che già perseguitava il morto e che ora ricatta Alice perché è in possesso dell'altro guanto smarrito dalla ragazza.

Il cameo di Hitchcock nel film

La polizia inizia a sospettare di Tracy; egli, pedinato e spaventato, sfugge all'inseguimento e tenta di far perdere le sue tracce nel British Museum. Si inerpica su una cupola esterna, scivola e precipita nel vuoto. Rosa dai rimorsi e dal senso di colpa, Alice decide di recarsi alla Centrale per confessare il delitto.
Nell'ufficio, il capo della polizia, indaffarato e distratto dal telefono, non l'ascolta con attenzione; ne approfitta Frank per impedirle di aggiungere altre dichiarazioni e la trascina via come un fidanzato impaziente e possessivo. Nei corridoi del commissariato incrociano un agente che sta trasportando il quadro raffigurante il pagliaccio: il suo ghigno fa rabbrividire Alice che, pur scampata alla Giustizia, non potrà più cancellare l'orribile esperienza vissuta.

## Produzione

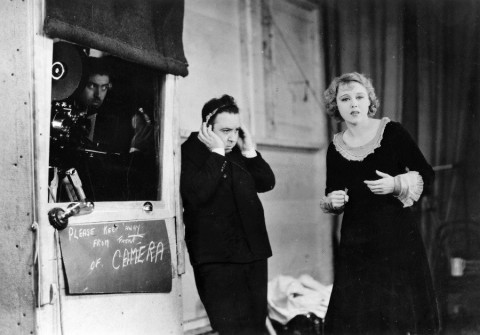
Hitchcock e Anny Ondra sul set del film

Il film fu prodotto da John Maxwell, l'avvocato scozzese che dirigeva la British International Pictures.

### Soggetto
Il soggetto è un adattamento del lavoro teatrale omonimo di Charles Bennett, andato in scena, nel febbraio 1928, al Globe Theatre, con Tallulah Bankhead, interprete nel successivo Prigionieri dell'oceano, nel ruolo della protagonista e con la regia di Raymond Massey.

### Sceneggiatura
Maxwell comprò i diritti cinematografici del lavoro teatrale di Charles Bennett che nel 1928 aveva avuto un gran successo. Affidò la regia ad Hitchcock che nel febbraio del 1929 aveva già ultimato la sceneggiatura.

### Cast
Per la parte di Alice il regista volle la protagonista de L'isola del peccato Anny Ondra;
Cyril Ritchard, attore celebre nelle commedie musicali, fu ingaggiato per la parte del pittore, e il regista ne sfruttò il talento musicale facendogli eseguire, nella scena di seduzione, un pezzo al pianoforte;
John Longden, che Hitchcock scritturò in altri cinque suoi film, Parla Elstree, Giunone e il pavone (Charles Bentham), Fiamma d'amore (Charles Hornblower), Giovane e innocente (l'ispettore Kent), La taverna della Giamaica (il capitano), qui ebbe il ruolo del fidanzato-poliziotto.

### Riprese
Il film fu girato negli studi di Elstree. All'inizio di aprile il film muto era già pronto, quando Maxwell decise di farne un film sonoro. Le riprese sonore furono effettuate con apparecchiature RCA importate dall'America. Inoltre il film è il primo esperimento di doppiaggio in presa diretta: Joan Barry prestò la voce all'attrice protagonista Anny Ondra di origine ceca, per sopperire ai suoi difetti di pronuncia.
Per ricostruire in studio il British Museum Hitchcock utilizzò il metodo Schüfftan, un trucco ottico creato da Eugen Schüfftan, utilizzato anche da Fritz Lang in Metropolis.

## Distribuzione
La versione muta sarebbe stata distribuita nelle sale non attrezzate per il sonoro. Alla fine di giugno il primo film sonoro inglese era pronto e fu proiettato per la stampa; a fine novembre fu distribuito nelle sale. La prima si ebbe a Londra il 25 novembre 1929.
Nel Regno Unito, la distribuzione fu curata dalla Wardour Films (con il nome Wardour Films Ltd). Negli Stati Uniti, il film venne distribuito dalla Sono Art-World Wide Pictures, uscendo in sala il 6 ottobre 1929.

### Accoglienza
Il film ebbe un trionfale successo di pubblico e ottenne riconoscimenti ed elogi dai giornali dell'epoca. Hitchcock diventò il regista inglese più apprezzato e prestigioso.

### Critica
Hugh Castle sul suo giornale Close Up del 29 giugno del 1929 scriveva che "Blackmail è forse il più intelligente misto di sonoro e muto che abbiamo visto finora''.

### Tecnica cinematografica
Il successo fu dovuto alle grandi novità tecniche e linguistiche. Rohmer e Chabrol ne indicano alcune: "...se consideriamo anche solo le dissolvenze, per esempio, come non possiamo non ammirare il raccordo su un grido, tra l'inquadratura in cui Alice si trova improvvisamente faccia a faccia con un vagabondo riverso nella stessa posizione del pittore morto, e l'inquadratura successiva, dove la donna delle pulizie scopre il cadavere?" E ancora la scena in cui Alice è nel negozio del padre e vede entrare Frank: lei capisce che il fidanzato ha dei sospetti e il campanello della porta risuona nella sua testa come un rimbombo, trasmettendo paura e angoscia.
Giorgio Simonelli ne individua altre "...il montaggio parallelo delle immagini del ricattatore inseguito contrappuntate dai primi piani di Alice sofferente; l'uso in forma espressiva del sonoro nella celebre sequenza che mette Alice davanti a un tavolo da cucina su cui è posto un coltello per il pane: di tutte le chiacchiere della vicina Alice sente solo una parola ripetuta all'infinito: Breadknife, breadknife''.

### Temi
Molto abilmente Hitchcock riparte dall'esperienza de Il pensionante e ritorna al thriller e a Londra. C'è la ragazza fidanzata a un poliziotto, c'è il triangolo amoroso, c'è l'inseguimento finale. I luoghi sono quelli dei quartieri popolari di Londra, così familiari al regista; la casa-negozio in cui Alice abita con i genitori è molto simile a quella della sua infanzia in The High Road.
Sono presenti il tema del delitto e della colpa, centrali in tutta produzione del regista. "La scena muta in cui la donna in stato di shock, coperta da pochi indumenti intimi, e con il coltello in mano emerge da dietro la tenda dove si è consumato il delitto... raggiunge l'intensità delle scene dei film americani dove Eros e Thanatos si fondono."
Si ritrova la preferenza del finale ambiguo. Solo apparentemente il film ha un lieto fine: la morte del ricattatore è la punizione di un finto colpevole e la confessione della protagonista al capo di Scotland Yard, provvidenzialmente interrotta da una telefonata, non cancella il ghigno del buffone, immagine del delitto impunito.
Compare per la prima volta un tema che sarà ripreso in altri famosi film: il monumento celebre nelle scene dell'inseguimento finale. Qui è il British Museum con la sfinge egizia, in Sabotatori la statua della Libertà, in Intrigo internazionale il monte Rushmore.
Slavoj Zizek nel suo libro L'universo di Hitchcock osserva che queste enormi statue di pietra sembrano simboleggiare il destino oscuro e imprevedibile che gioca sadicamente con i destini umani.

## Cameo
Ricatto è anche il primo film in cui Hitchcock appare riconoscibile in un cameo di una certa ampiezza: Alice e Frank sono sulla metropolitana, un viaggiatore (Hitchcock) legge un libro, un ragazzino lo infastidisce e gli caccia il cappello sugli occhi.